# Cyclamen cilicium
Espèce
Statut CITES
Cyclamen cilicium Boiss. & Heldr., le cyclamen de Cilicie, est une espèce de plantes à fleurs de la famille des Primulaceae originaire des forêts de conifères des Monts Taurus du sud de l’Anatolie.
Les fleurs à odeur de miel, qui apparaissent à l’arrière saison avec les premières feuilles, sont rose clair à blanches (f. album). Elles sont plus élancées que celles du cyclamen de Naples et ont l’extrémité des pétales contournée. Ce cyclamen a des feuilles ovales légèrement cordées, marbrées et à peine dentées.

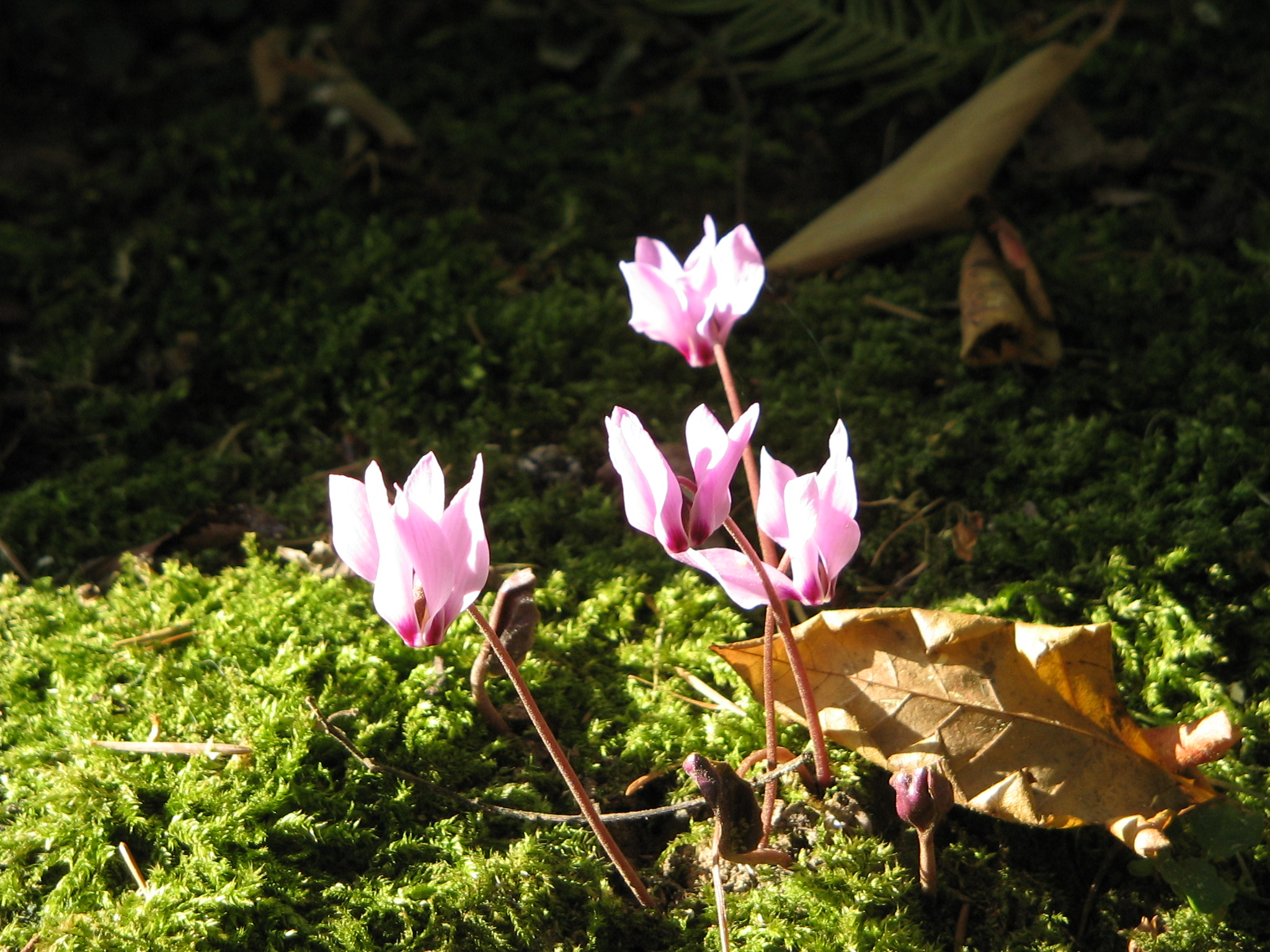
Fleurs de Cyclamen cilicium en automne.
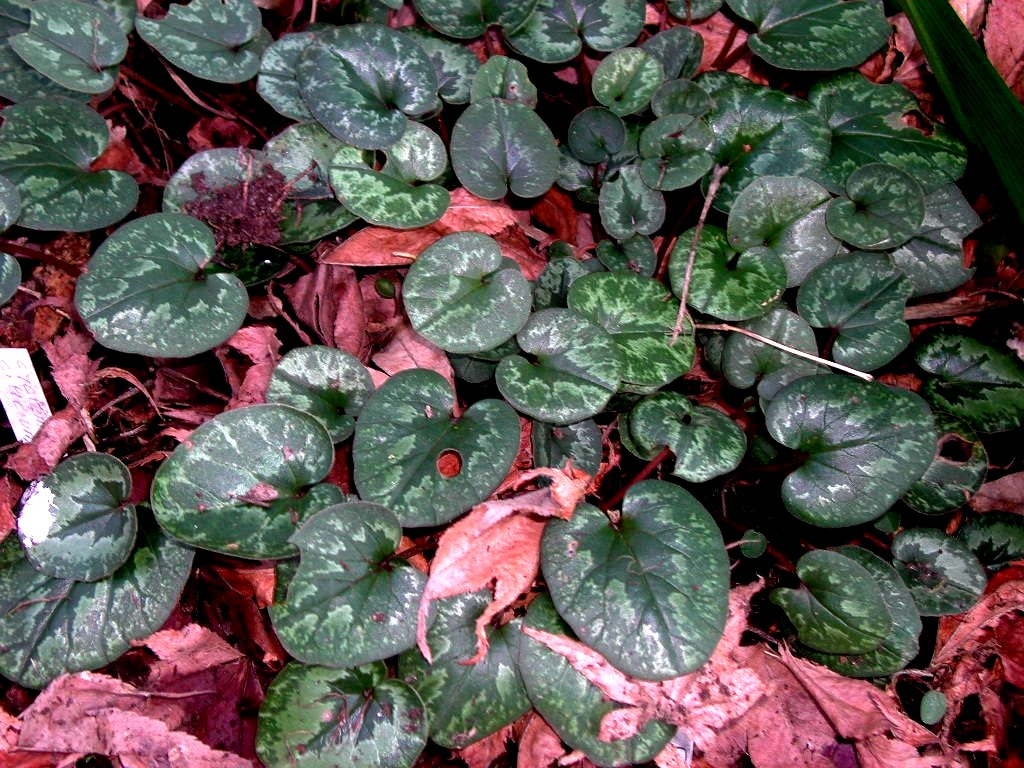
Feuilles de Cyclamen cilicium au printemps.
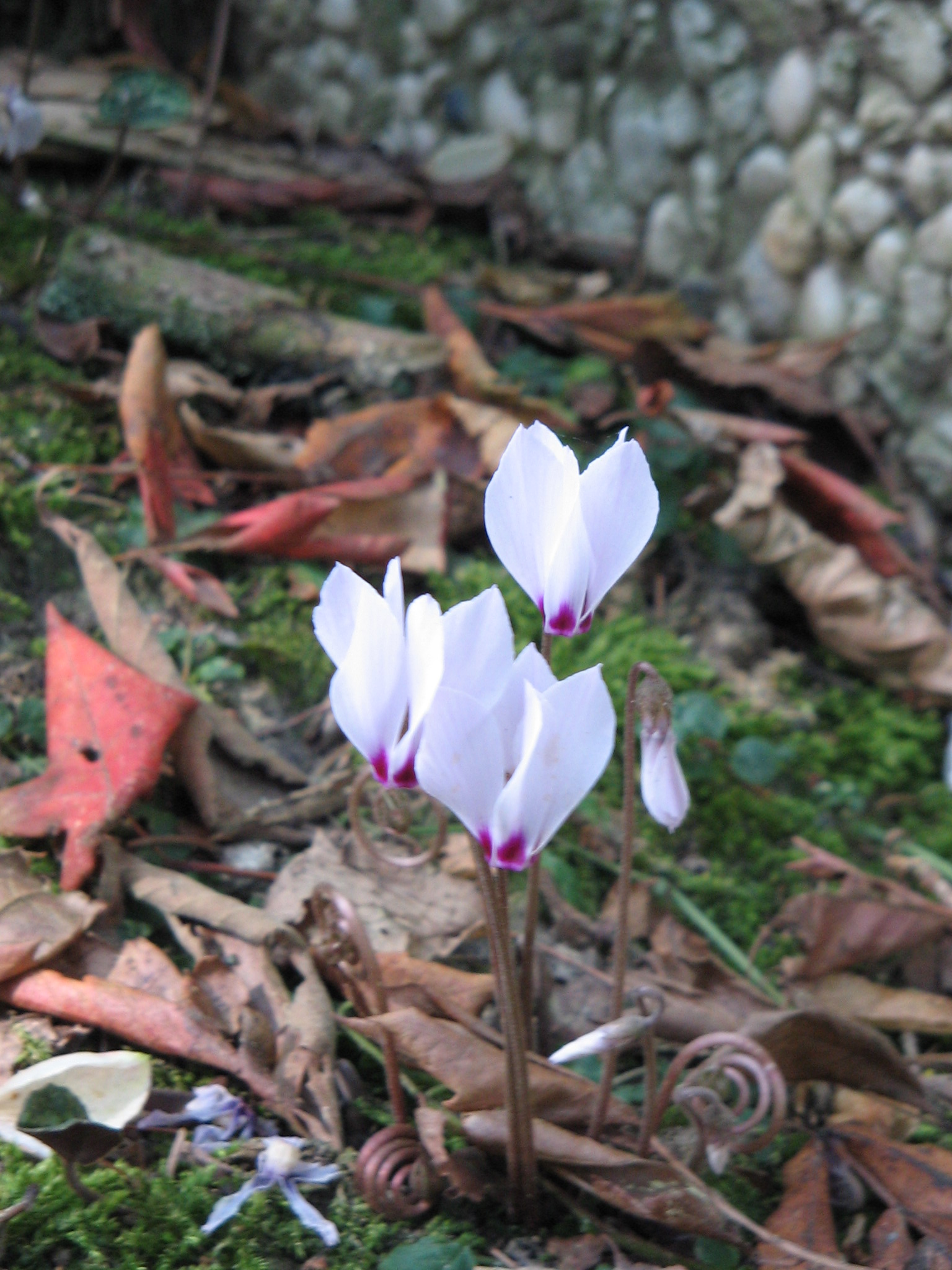
Cyclamen cilicium f. album.

## Espèces apparentées

### Un cyclamen nain
Cyclamen intaminatum (Meikle) Grey-Wilson, considéré jadis comme une variété de Cyclamen cilicium (Cyclamen cilicium var. intaminatum Meikle), est une espèce naine qu’on rencontre çà et là dans les bois de chênes des basses montagnes de la partie occidentale de la Turquie.
Les fleurs qui apparaissent avec les premières feuilles, sont habituellement blanches avec des lignes grisées et n’ont pas de tache basale (‘intaminatum’). Les feuilles généralement vertes, sont parfois légèrement marbrées. ‘Roseum’ est une sélection à fleurs roses. Une sélection à feuilles nettement marbrées est appelée ‘Patterned leaf’.

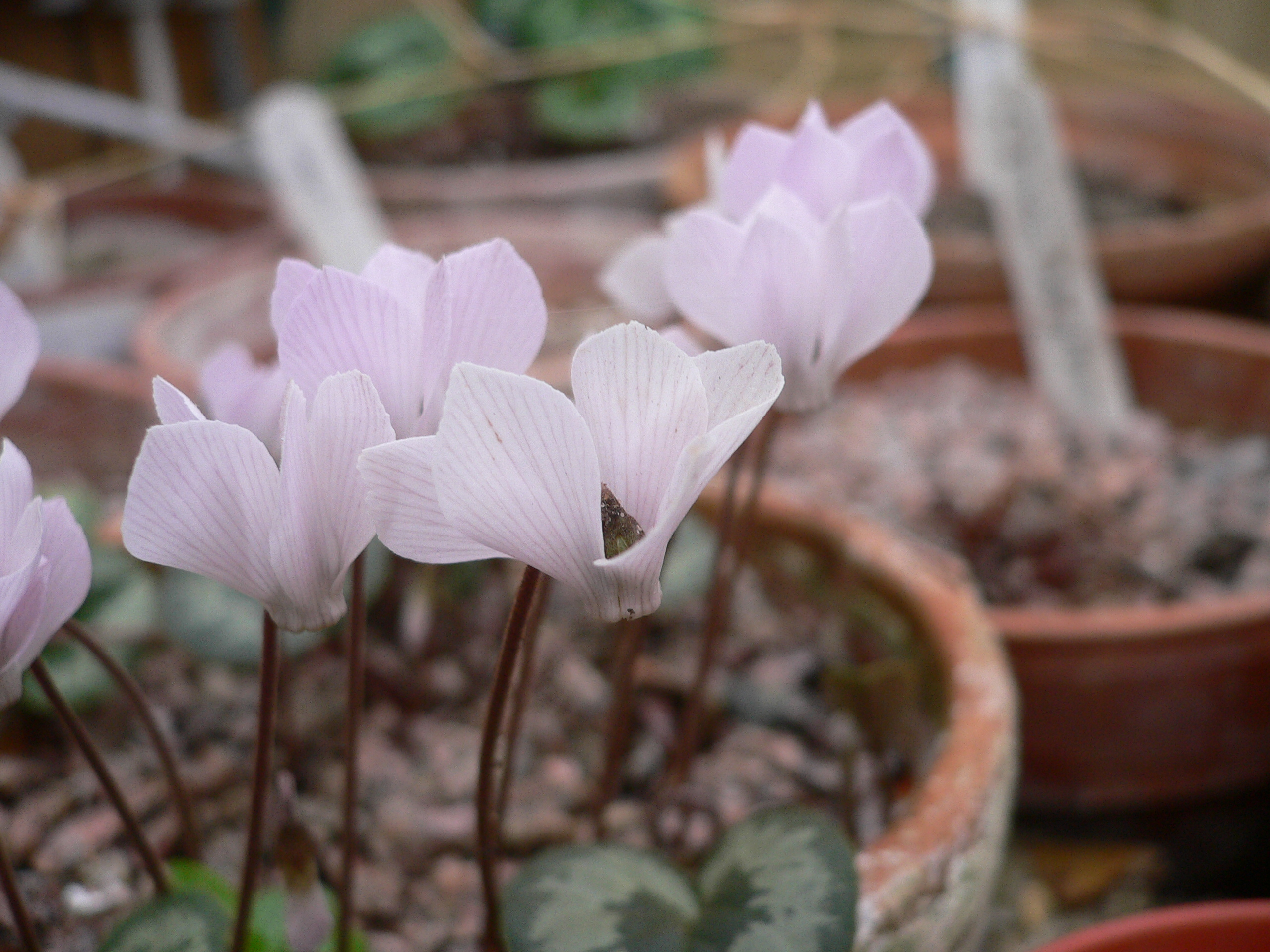
Cyclamen intaminatum.
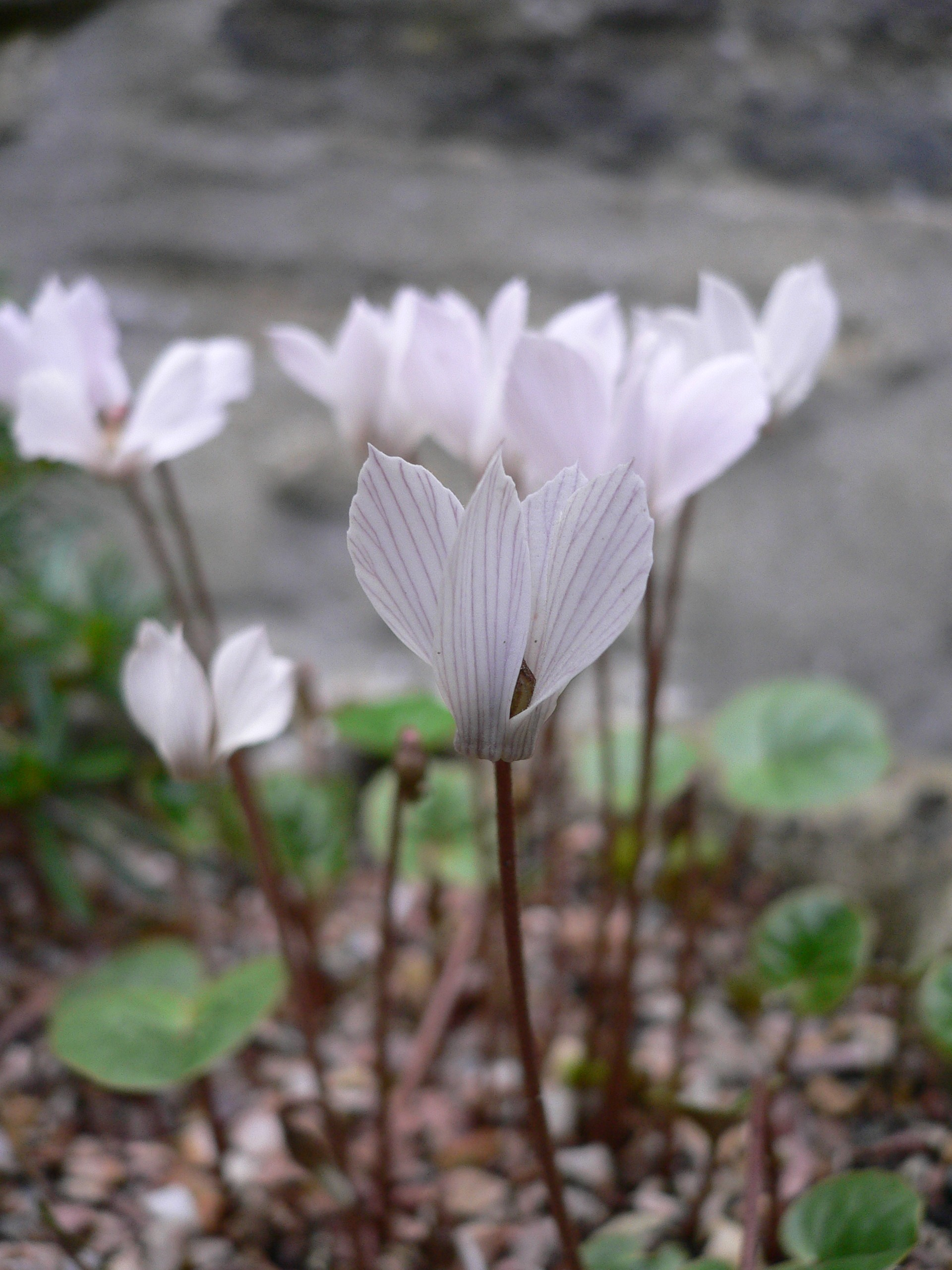
Plan rapproché de la fleur.

### Un remarquable cyclamen
Cyclamen mirabile Hildebr. est originaire des forêts de pins et des maquis des collines du sud-ouest de l’Anatolie.
Cette espèce ressemble superficiellement à Cyclamen cilicium.
Elle possède des fleurs rosées à tache basale pourprée, parfois blanc pur (f. niveum), dont l’extrémité des pétales est souvent finement dentée.
Lorsqu’elles apparaissent, les feuilles, qui sont bordées de quelques grosses dents, sont rosées ou rouges à leur face supérieure, et deviennent ensuite élégamment marbrées.
Il existe quelques sélections de ce cyclamen :
- ‘Tilebarn Anne’ a des feuilles roses qui deviennent ensuite argentées.
- ‘Tilebarn Jan’ est une excellente sélection de f. niveum.
- ‘Tilebarn Nicholas’ a des feuilles rouges, qui développent ensuite un motif en ‘sapin de Noël’.

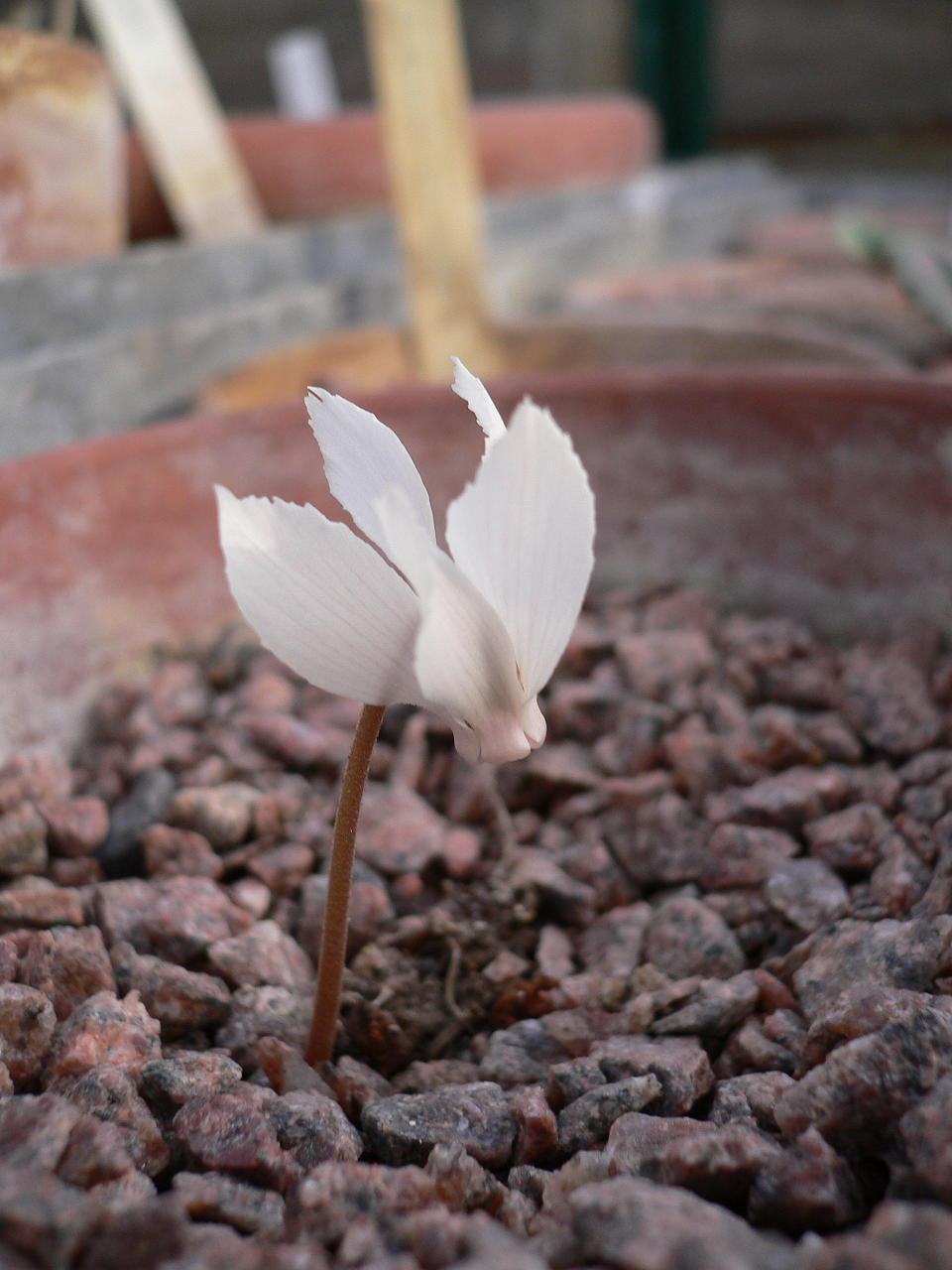
Fleur de Cyclamen mirabile.
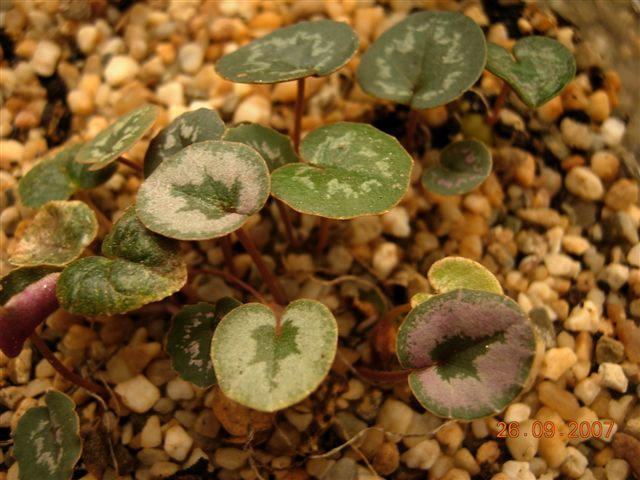
Feuilles de Cyclamen mirabile.

## Culture
Cyclamen cilicium est un peu moins rustique que Cyclamen hederifolium. C’est une plante de rocaille, qui requiert une situation assez ensoleillée et relativement sèche. Ses feuilles peuvent souffrir du gel intense.
Cyclamen intaminatum est moyennement rustique et doit être plantée en situation abritée. À cause de sa petite taille, on conseille généralement de la cultiver en serre froide.
Cyclamen mirabile est moyennement rustique et doit dès lors être plantée en situation abritée ou en serre froide.

### Cyclamen cilicium
- (en) NCBI : Cyclamen cilicium (taxons inclus)
- (en) CITES : Cyclamen cilicium Boiss. & Heldr., 1843  (+ répartition sur Species+) (consulté le 19 mai 2015)
- (en) GRIN : espèce Cyclamen cilicium  Boiss. & Heldr.
- (fr) CITES : taxon  Cyclamen cilicium (sur le site du ministère français de l'Écologie)
- The Cyclamen Society - Cyclamen cilicium

### Cyclamen intaminatum
- (en) NCBI : Cyclamen intaminatum (taxons inclus)
- (en) GRIN : espèce Cyclamen intaminatum  (Meikle) Grey-Wilson
- (fr) CITES : taxon  Cyclamen intaminatum (sur le site du ministère français de l'Écologie)
- The Cyclamen Society - Cyclamen intaminatum

### Cyclamen mirabile
- (en) NCBI : Cyclamen mirabile (taxons inclus)
- (en) GRIN : espèce Cyclamen mirabile  Hildebr.
- (fr) CITES : taxon  Cyclamen mirabile (sur le site du ministère français de l'Écologie)
- The Cyclamen Society - Cyclamen mirabile